# Milisav Koljenšić
Milisav Koljenšić, črnogorski general, * 31. december 1912, † 1963.

## Življenjepis
Pred vojno je bil absolvent prava. Leta 1941 je vstopil v NOVJ in KPJ. Med vojno je bil politični komisar več enot.
Po vojni je bil načelnik oddelka KOS, načelnik Šolskega centra varnosti,... Končal je šolanje na VVA JLA.